# Fermión de Dirac
En física de partículas, un fermión de Dirac es una partícula de spin 1⁄2 (un fermión) que es diferente de su antipartícula. La gran mayoría de los fermiones, quizás todos, pertenecen a esta categoría. Tienen este nombre por el físico teórico británico Paul Dirac.

## Descripción
En física de partículas, todos los fermiones del modelo estándar tienen antipartículas distintas a sí mismas (tal vez a excepción de los neutrinos) y, por lo tanto, son fermiones de Dirac. Estas partículas se pueden modelar con la ecuación de Dirac.
Un fermión de Dirac se describe matemáticamente como dos fermiones de Weyl acoplados. La contraparte de un fermión Dirac es un fermión Majorana, una partícula que es su propia antipartícula.

## Cuasi partículas del fermión de Dirac
En física de la materia condensada, las excitaciones de baja energía en el grafeno y los aislantes topológicos, entre otros, son cuasipartículas fermiónicas descritas por una ecuación de Dirac pseudo-relativista.